# Alessandra Locatelli
Alessandra Locatelli (Como, 24 settembre 1976) è una politica italiana, dal 22 ottobre 2022 ministro per le disabilità nel governo Meloni.
È stata deputata alla Camera dal 23 marzo 2018 al 17 febbraio 2021 per la Lega Salvini Premier, ministro per la famiglia dal 10 luglio al 5 settembre 2019 nel governo Conte I e assessore alla famiglia, solidarietà sociale, disabilità e alle pari opportunità della Regione Lombardia dall'8 gennaio 2021 al 21 ottobre 2022.

## Biografia
Ha una laurea triennale in sociologia ed ha lavorato come educatrice con persone affette da disabilità psichica. Ha anche un diploma da Operatore socio-sanitario. 
Già responsabile di Comunità Alloggio a Como, è stata volontaria in Africa e volontaria del soccorso.
Militante della Lega Nord dal 1993, di cui a marzo 2016 diventa segretaria cittadina di Como, alle elezioni amministrative del 2017 viene candidata al consiglio comunale di Como, nelle liste della Lega Nord a sostegno del candidato sindaco di centro-destra Mario Landriscina, risultando eletta consigliera comunale e successivamente nominata vicesindaco e assessore nella giunta comunale di Como guidata da Landriscina.

### Deputata e Ministro nel primo governo Conte

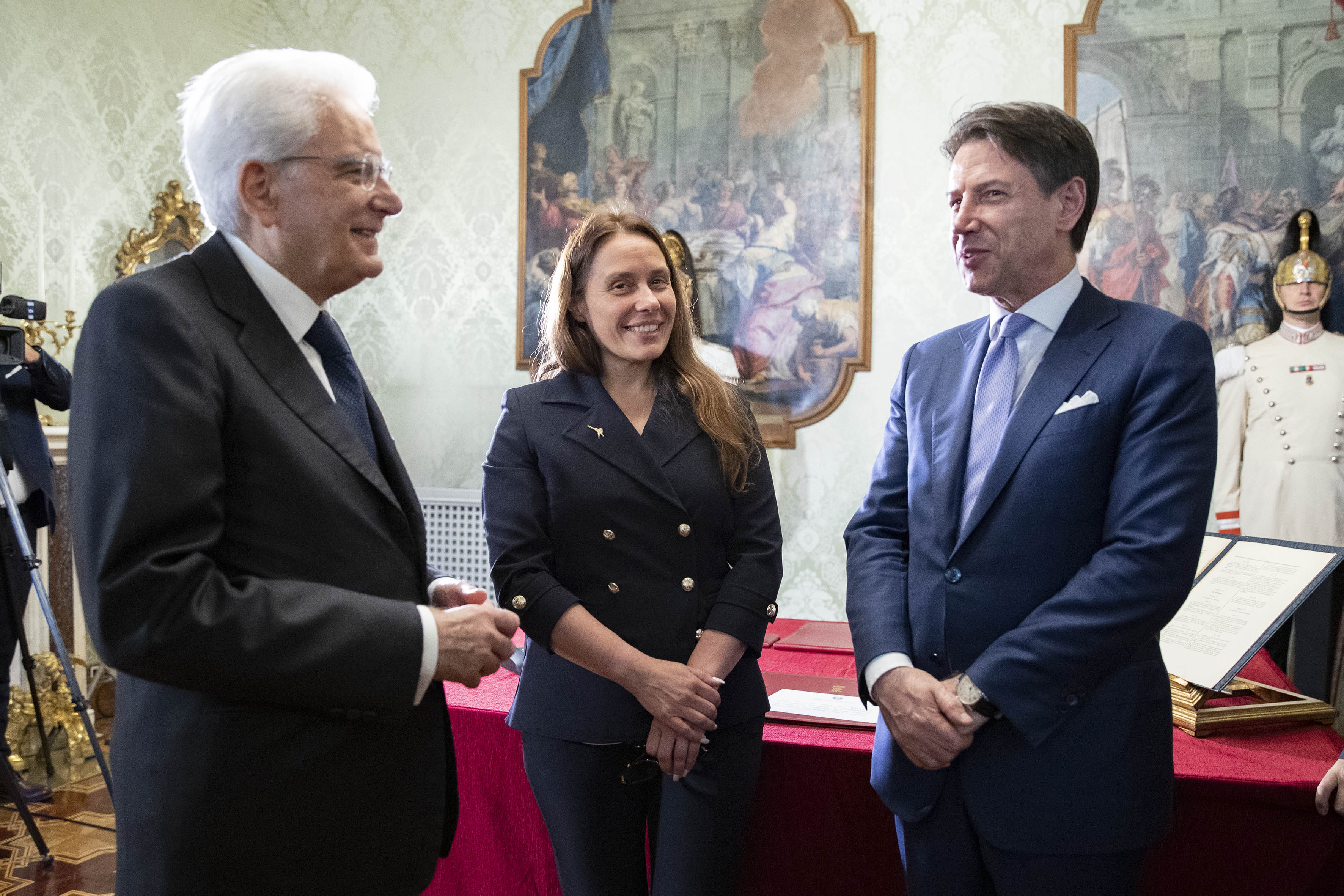
Locatelli al giuramento come Ministro per la famiglia e le disabilità al Quirinale nelle mani del Presidente della Repubblica Sergio Mattarella

Alle elezioni politiche del 2018 viene candidata alla Camera dei deputati, tra le liste della Lega nel collegio plurinominale Lombardia 2 - 02, risultando eletta deputata. Nella XVIII legislatura della Repubblica è stata componente della 12ª Commissione Affari Sociali.
Il 10 luglio 2019 Locatelli viene nominata ministro per la famiglia e le disabilità nel primo governo di Giuseppe Conte, scelta da Matteo Salvini e in sostituzione del collega di partito Lorenzo Fontana (a sua volta nominato Ministro per gli affari europei nello stesso governo), prestando giuramento lo stesso giorno nelle mani del Presidente della Repubblica Sergio Mattarella e cessando dall'incarico il 5 settembre 2019, con la formazione e il giuramento del governo Conte II, le succede nell’incarico di ministro Elena Bonetti.

### Assessore della Regione Lombardia
L’8 gennaio 2021 viene nominata dal presidente della Regione Lombardia Attilio Fontana nella sua giunta regionale della Lombardia, come assessore con deleghe alla famiglia, solidarietà sociale, disabilità e pari opportunità, in sostituzione di Silvia Piani, dimettendosi da deputata il successivo 17 febbraio a cui subentra Silvana Snider.
Alle elezioni amministrative del 2022 si ricandida al consiglio comunale di Como, nelle liste della Lega a sostegno del candidato sindaco di centro-destra Giordano Molteni, venendo rieletta consigliera comunale, incarico alla quale si dimette a dicembre 2022 per via dei suoi impegni nel governo Meloni. Durante il suo secondo mandato ha presentato un ordine del giorno che chiedeva al sindaco Alessandro Rapinese e alla sua giunta d'impegnarsi in tema di migranti “a non realizzare nuove strutture per l’accoglienza di minori”, oltre che di “adulti richiedenti asilo”, che ottiene 27 voti contrari su 28.

### Ministro per le disabilità nel governo Meloni
Dopo la vittoria della coalizione di centro-destra alle elezioni politiche del 2022 e il successivo incarico di formare un governo affidato a Giorgia Meloni, il 21 ottobre 2022 Locatelli viene indicata quale ministro per le disabilità, dimettendosi il giorno stesso da assessore della Regione Lombardia, venendo sostituita l'11 novembre dall'ex deputata della Lega Elena Lucchini. Il giorno successivo presta giuramento davanti al Presidente della Repubblica Mattarella come ministro nel governo Meloni.